# Mad Libs (game show)
Mad Libs é um game show infantil americano baseado na série de livros/jogos de palavras . Foi ao ar no Disney Channel de julho de 1998 a meados de 1999 (com um "piloto especial" que foi ao ar em fevereiro de 1997), e foi apresentado por David Sidoni. Dick Clark e JD Roth produziram o show.

## Jogabilidade
Em Mad Libs é colocado duas equipes de duas crianças (uma vermelha e outra azul), em uma série de desafios físicos/mentais que pertencem à fórmula dos livros Mad Libs, enquanto se tenta marcar pontos e ganhar prêmios.

### O Jogo Principal

#### Rodada 1 ("Viewer Mad Lib")
Na primeira rodada, um telespectador caseiro recitou um Mad Lib que ele escreveu anteriormente. Aquele Mad Lib se tornou um jogo físico, onde o objetivo era fazer o máximo progresso dentro de um limite de tempo ou ser o primeiro time a completar a proeza. A equipe que venceu a façanha obteve 20 pontos. Se ambas as equipes vencessem a façanha, ambas obtinham 20 pontos.

#### Rodada 2 ("Madder Than You")
Nesta rodada, a categoria foi dada pelo anfitrião Sidoni. Os competidores inventariam uma série de palavras que se encaixariam na categoria, trabalhando para frente e para trás ao passar e controlar uma bola branca (chamada no programa de "batata quente"). O processo continuou até que uma equipe deu uma palavra que não se enquadrou na categoria, repetiu uma palavra (incluindo uma forma diferente da mesma palavra), passou a batata quente antes de responder ou ficou sem tempo.
Quando uma dessas violações ocorria, o outro time recebia cinco pontos, após os quais outra categoria era disputada da mesma maneira. A rodada durou dois minutos.

#### Rodada 3 ("Mega Stunt")
Ambas as equipes competiram em uma manobra, consistindo em qualquer coisa, desde catar pelos do nariz até agarrar moicanos enquanto eram amarrados a uma mala postal, para pegar itens necessários para criar um Mad Lib. Cada item do truque tinha uma palavra, e o objetivo do truque era obter quatro palavras em quatro categorias. Quem completasse o Mad Lib ganhava 20 pontos.

#### Rodada 4 ("Mixed-Up Mad Libs")
Nessa rodada decisiva, o anfitrião leu uma série de afirmações que continham uma palavra maluca inserida em cada uma. Os concorrentes zumbiram para corrigir essas afirmações com a palavra certa. Se o competidor zunido der uma resposta incorreta, o time adversário tem a chance de responder. Após cada afirmação, os competidores nas campainhas trocavam de lugar com seu parceiro. Cada resposta correta valeu dez pontos. A rodada durou 90 segundos, e o time com mais pontos ao término do tempo venceu a partida. Se houvesse empate no final da rodada, um último Mixed-Up Mad Lib era lido e o primeiro jogador a ligar e corrigir a afirmação vencia; caso contrário, seus oponentes venceram automaticamente. A equipe vencedora passou para a rodada de bônus, enquanto a equipe derrotada voltou para casa com presentes de despedida, incluindo 1 Ano da Disney Blast Online, The D Show em CD Rom e Mad Libs Book.

#### Rodada Bônus ("Maximum Mad Lib")
Nessa rodada de bônus, a equipe decidia quem daria e quem receberia. O jogador que deu durante o último intervalo comercial colocou cinco palavras (dadas a esse jogador por meio de envelope) em qualquer lugar nas cinco áreas de pista. Após o intervalo, o doador teve 90 segundos para fazer seu parceiro dizer essas palavras. Sidoni deu a categoria a cada palavra.
As áreas de pista variavam a cada episódio, e as ações envolviam o jogador dando a realização de um evento incomum, como encher marshmallows na boca e dizer a palavra, lamber o glacê e soletrar a palavra com a língua ou representar a palavra sem falar.
Cada vez que o receptor dizia uma palavra, a equipe ganhava essa palavra. Eles poderiam passar uma palavra e voltar a ela se o tempo permitisse. Quando o tempo acabou, as palavras foram inseridas no Mad Lib. Depois que foi lido pelo anfitrião Sidoni, as palavras identificadas foram verificadas uma de cada vez. Uma das cinco palavras foi apelidada de palavra do grande prêmio e se a equipe escolheu essa palavra, ou se eles obtiveram todas as cinco palavras antes do tempo expirar, eles ganharam o grande prêmio. Se não, eles receberam um prêmio de consolação.

## Ligações Externas
Mad Libs na IMDb